# غراتيري
قرطيرش أو (نقحرة: غراتيري) (بالإيطالية: Gratteri)‏ هي بلدية في مقاطعة باليرمو في صقلية الإيطالية.

## السكان
في سنة 1861 بلغ عدد السكان 2٬764 نسمة، وتطور العدد ليصل في سنة 2011 لـ 1٬019 نسمة.
يظهر هذا المخطط البياني تطور النمو السكاني لـ غراتيري